# Комитет Сената США по вооружённым силам

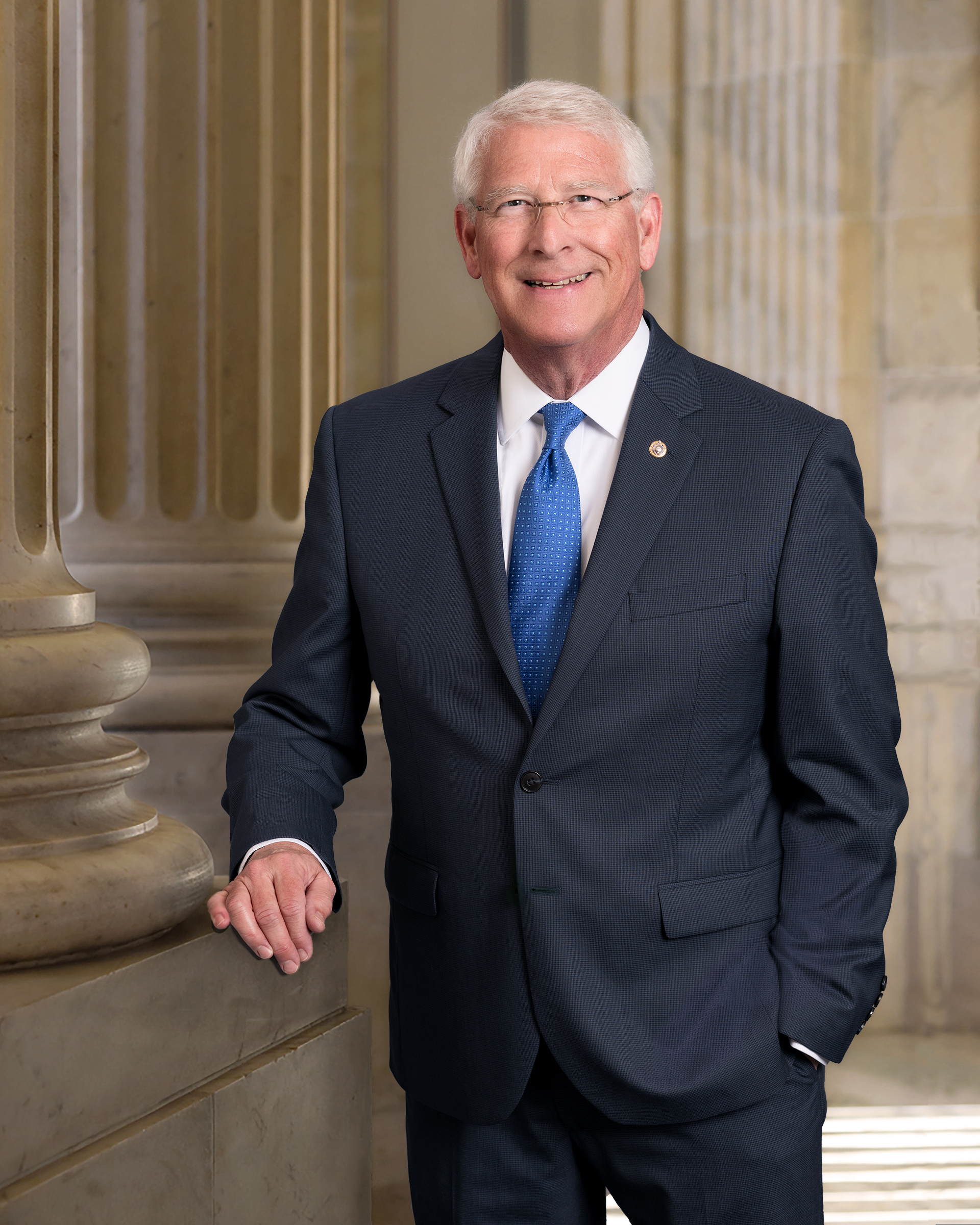
Нынешний председатель Комитета по вооружённым силам Роджер Уикер

Комитет Сената США по вооружённым силам (англ. Committee on Armed Services) — сенатский комитет, осуществляющий парламентский надзор над Вооружёнными силами США, над Министерством обороны США, над военными исследованиями и прочими областями, связанными с обороной. Основан в 1946 году путём слияния сенатских комитетов по военным делам и военно-морским делам. Именно этот комитет в 1947 году инициировал принятие революционного для своего времени Закона о национальной безопасности.

## Юрисдикция
В соответствии постоянными правилами Сената Соединённых Штатов, все предлагаемые законодательные акты, сообщения, заявления, меморандумы и иные вопросы относятся к предметам ведения Комитета по делам вооружённых сил:
- авиационная и космическая деятельность, относящиеся или ассоциированы с развитием систем вооружений или военных операций.
- общая оборона.
- Министерство обороны, Армейский департамент, департамент Военно-морского флота, департамент Военно-воздушных сил.
- Техническое обслуживание и эксплуатация Панамского канала, включая администрацию, санитарию и управление в зоне Панамского канала.
- Военные исследования и разработки.
- Национальные аспекты безопасности ядерной энергии.
- Военно-морские нефтяные резервы, за исключением Аляски.
- Выплаты, продвижения по службе, выход на пенсию и другие льготы и привилегии военнослужащим Вооруженных Сил, в том числе образование за рубежом гражданских и военных иждивенцев.
- Селективная система обслуживания.
- Стратегические и критические материалы, необходимые для общей обороны.

## Члены комитета Конгресса 114-го созыва
Председатель комитета Сената США по вооружённым силам с 3 января 2025 года — республиканец Роджер Уикер (Миссисипи).
| Республиканцы: - Джон Маккейн - Джеймс Инхоф - Джефф Сейшнс - Роджер Уикер - Келли Эйотт - Деб Фишер - Том Коттон - Майк Раундс - Йони Эрнст - Том Тиллис - Дэн Салливан - Майк Ли - Линдси Грэм - Тед Круз | Демократы: - Джек Рид - Билл Нельсон - Клэр Мак-Кэскилл - Джо Мэнчин - Джинн Шейхин - Кирстен Джиллибренд - Ричард Блюменталь - Джо Доннелли - Мэйзи Хироно - Тим Кейн - Энджус Кинг - Мартин Хейнрих |